# Ягма
45°25′ пн. ш. 17°06′ сх. д. / 45.41° пн. ш. 17.10° сх. д.
Ягма (хорв. Jagma) — населений пункт у Хорватії, в Пожезько-Славонській жупанії у складі міста Липик.

## Населення
Населення за даними перепису 2011 року становило 41 осіб.
Динаміка чисельності населення поселення:

## Клімат
Середня річна температура становить 10,95 °C, середня максимальна – 25,15 °C, а середня мінімальна – -5,63 °C. Середня річна кількість опадів – 925 мм.
| Клімат поселення                              | Клімат поселення | Клімат поселення | Клімат поселення | Клімат поселення | Клімат поселення | Клімат поселення | Клімат поселення | Клімат поселення | Клімат поселення | Клімат поселення | Клімат поселення | Клімат поселення | Клімат поселення |
| Показник                                      | Січ.             | Лют.             | Бер.             | Квіт.            | Трав.            | Черв.            | Лип.             | Серп.            | Вер.             | Жовт.            | Лист.            | Груд.            |                  |
| Середній максимум, °C                         | 7,25             | 8,92             | 13,24            | 17,24            | 21,98            | 25,15            | 24,02            | 23,39            | 19,76            | 15,04            | 9,57             | 5,34             |                  |
| Середня температура, °C                       | 0,80             | 2,49             | 6,80             | 10,80            | 15,54            | 18,72            | 20,55            | 19,92            | 16,27            | 11,56            | 6,10             | 1,86             |                  |
| Середній мінімум, °C                          | −5,63            | −3,96            | 0,35             | 4,36             | 9,11             | 12,30            | 17,07            | 16,45            | 12,81            | 8,09             | 2,63             | −1,61            |                  |
| Норма опадів, мм                              | 58               | 53               | 63               | 77               | 84               | 99               | 85               | 90               | 77               | 81               | 88               | 70               |                  |
| Середньомісячна швидкість вітру, м/с          | 1.82             | 2.07             | 2.40             | 2.30             | 2.11             | 1.93             | 1.90             | 1.74             | 1.76             | 1.81             | 1.86             | 1.88             |                  |
| Середньомісячна сонячна радіація, кДж/м²·день | 4347             | 7151             | 10959            | 15308            | 19552            | 21751            | 22624            | 19910            | 14875            | 9227             | 4900             | 3625             |                  |
| --------------------------------------------- | ---------------- | ---------------- | ---------------- | ---------------- | ---------------- | ---------------- | ---------------- | ---------------- | ---------------- | ---------------- | ---------------- | ---------------- | ---------------- |
| Джерело:                                      |                  |                  |                  |                  |                  |                  |                  |                  |                  |                  |                  |                  |                  |